# باغ محلة نركة (أملش الجنوبي)
باغ محلة نرکة (بالفارسية: باغ محله نرکه) هي قرية تقع في إيران في غيلان. يقدر عدد سكانها بـ 232 نسمة بحسب إحصاء 2016.